# 腓力二世 (法兰西)
腓力二世·奥古斯都（法語：Philippe II Auguste，1165年8月21日—1223年7月14日）法國卡佩王朝國王（1180年—1223年在位），第一位稱法蘭西國王（拉丁語：Rex Franciæ）的君主，在他之前的法國國王仍然稱法蘭克國王（拉丁語：Rex Francorum）。法國名君之一，因為饒富謀略與政治手腕而有「尊嚴王」（拉丁語：Augustus）的美稱，法國在他統治之下，成為歐洲最強大、最繁榮的國家。
在與金雀花王朝進行長時間的戰爭後，他在1214年於布汶戰役擊敗神聖羅馬帝國－安茹帝國聯軍，讓法國一躍成為歐洲第一強國，對中世紀歐洲產生深遠影響。

## 早年事迹
腓力二世生于巴黎，是西法蘭克國王路易七世之子，母亲为香檳的阿黛勒。其父因健康欠佳，在1179年便让14岁的腓力在兰斯加冕。1180年4月28日，腓力与埃诺伯爵之女埃诺的伊莎贝拉结婚，这使得阿图瓦作为嫁妆被并入法国王室领地。
路易七世于1180年9月18日去世后，15岁的腓力二世成为唯一的国王。他的舅父香槟伯爵亨利一世、蘭斯大主教布盧瓦的紀堯姆及布盧瓦和沙特爾伯爵蒂博五世被宣布为國家的摄政。

## 统治时期

### 加强君权
腓力二世是卡佩王朝第一位强大的君主。执政初期，他首先力图摆脱摄政的束缚。与埃诺的伊莎贝拉婚姻，在客观上有利于腓力与香槟家族的斗争。尤其是1180年其父路易七世病危时，腓力二世抛开摄政独自与来访的英格蘭國王亨利二世会谈并签订条约，使香槟家族陷于孤立。后来他迫使佛兰德伯爵阿爾薩斯的菲利普割让大量领地，包括阿米耶努瓦、韋爾芒杜瓦和瓦卢瓦。这些领地成为王室领地的一部分，充实腓力二世的力量。然而不久，香槟家族与佛兰德伯爵阿爾薩斯的菲利普联合，发起一场反对腓力二世的战争。经过几年艰苦的努力，腓力于1185年与菲利普达成协议，解决双方的领土纠纷。
腓力二世奉行明显使国家集权化的政策，力图抑制使法国王权陷于瘫痪的强大诸侯。这主要通过以下办法来实现：争取小封建领主和教会的支持，与经济繁荣的城市维持良好关系（腓力二世大大扩展路易六世给予城市自治权的制度，并且把市政宪章实行到诸侯领地内的城市中去，这使得大贵族受到自己领地内城市的掣肘），极力拓展王室领地。这其中最重要还是王室领地的直接扩大，这使腓力二世有能力与桀骜不驯的贵族进行对抗。通过4次大规模的合并领地，腓力二世事实上成为國內最大的封建领主。他还任命非贵族出身的“执行官”（baillis），他们比英格兰的郡长对王室更忠诚。
王室领地最大扩展来自于腓力二世与英格蘭金雀花王朝诸国王的斗争。金雀花王朝的始祖亨利二世由于出身西法蘭克贵族，而在法蘭西境内拥有大量领地，包括安茹和诺曼底，又通过婚姻获得对阿基坦的统治权。为削弱亨利二世的势力，腓力二世竭力挑拨亨利和他的几个儿子（亨利、理查、乔弗雷、约翰）之间的关系。腓力二世支持理查和约翰在亨利二世晚年发动的叛乱；在理查一世继承王位后，他又积极策划打击理查。

### 参与十字军
腓力二世是1189年~1192年的第三次十字军东征领袖之一。欧洲另外两位重要君主，神聖羅馬皇帝腓特烈一世和英格蘭國王理查一世也参加这次十字军东征。这次东征毫无成果：腓特烈在小亚细亚渡河时淹死，腓力二世与理查矛盾明显而分道扬镳（腓力于1191年返回法蘭西）。理查单独与穆斯林领袖萨拉丁议和后，在返回途中被新任神圣罗马帝国皇帝亨利六世的封臣、奧地利公爵利奥波德五世俘虏。亨利六世后来成为腓力二世的重要盟友，他们在反对理查问题上是意见一致的。腓力二世不断蚕食金雀花王朝领地的行为，终于引起理查的反击：在佛兰德伯爵博杜安九世和纳瓦拉国王桑乔六世的支持下，理查一世在法蘭西本土向腓力发起攻击。一时间腓力二世似乎腹背受敌，因为桑乔六世从南方侵袭法蘭西。但理查一世的运气很不好，在与腓力二世艰难达成一个为期5年的停战协议（1199年1月13日）之后，理查去围攻其宿敌利摩日子爵艾馬爾五世的领地沙吕斯堡。他在是役中被箭射中，不久因伤重去世。理查对腓力的战役没有取得任何重要结果。

### 卡佩-金雀花战争
在理查一世去世后，腓力二世继续反对他的继任者约翰（亨利二世最小的儿子）。腓力与约翰的第一次矛盾爆发于1200年，起因是后者与昂古萊姆的伊莎貝爾之婚姻。昂古莱姆的伊莎貝爾原本是馬爾什伯爵呂西尼昂的休九世之未婚妻，她与约翰的婚姻使呂西尼昂家族失去可能领地嫁妆，呂西尼昂的休九世遂请求腓力二世主持公道。腓力二世抓住机会打击约翰，他以领主的身份要求其封臣、阿基坦公爵约翰到法蘭西应诉。在遭到约翰当然的拒绝后，腓力宣布金雀花家族在法蘭西的所有领地都被法蘭西國王没收。腓力并于1202年与布列塔尼公爵阿尔蒂尔一世结盟。阿尔蒂尔是约翰的侄子，他拥有对英格兰王位的继承权，金雀花王朝许多法蘭西附庸都希望用他来取代刚愎自用的约翰。腓力二世利用这一点诱使阿尔蒂尔一世向他效忠，约定夹击约翰的领地（诺曼底和普瓦图）。然而阿尔蒂尔在1203年7月31日于米拉博附近遭到约翰的奇袭，被俘虏后带往鲁昂。不久阿尔蒂尔就神秘失踪，普遍认为他被约翰下令杀害。腓力二世于是挑明反对约翰的立场，于是年再次进攻诺曼底；他在摧毁许多城堡之后，集中兵力攻打加亚尔堡。尽管英格兰士兵英勇奋战，这座工事还是于1204年3月6日陷落。整个诺曼底随后都落入腓力二世手中。令人惊异的是，在腓力二世侵入诺曼底时，约翰却返回英格兰。
1206年10月13日，腓力二世与约翰在图阿尔签订和约。这个和约对法蘭西王室压倒性有利：约翰被迫放弃拉羅謝爾以北所有原属金雀花王朝的领地，包括诺曼底、阿基坦、安茹和图赖讷。按照条约，约翰应保有普瓦图；但腓力于1207年就又侵入这一地区。
约翰希望夺回失去的领地，与欧洲大陆上另一位重要君主、神聖帝國皇帝奥托四世结盟（奥托四世和约翰祖上有亲缘关系），约定从东西夹击腓力二世的法蘭西王國。他可谓找错结盟对象；奥托四世本身正受到教廷史上最强大的教宗英诺森三世孤立。1214年2月，约翰最终在盧瓦爾河登陆，很快进入安茹。1214年7月21日，腓力二世领导法军与约翰和奥托四世的联军在布汶战役中展开决战。法军在战斗中获得决定性的胜利。
布汶战役具有历史意义。它不仅是罗马帝国灭亡以来，西欧发生的第一场伤亡重大战役，而且还标志法兰西取代神圣罗马帝国成为欧洲大陆上最主要的国家。帝国在以后的历史中不断衰弱、分裂，法蘭西则在百年战争后成为西欧的头号强国。
尽管腓力二世与教会一直保持着良好关系，但他从未受制于他们。他对教宗关于清剿朗格多克地区的异端要求充耳不闻。他也拒绝为英诺森三世发动一场反对阿尔比派异端的十字军。1223年7月14日，腓力二世去世于芒特，遗体安葬在圣但尼教堂。
腓力二世是第一个没有在生前就给王储提前加冕的卡佩王朝国王。因为此时，法蘭西王室的力量已经强大到不需要再用这种方式来确保王位。

## 國號改變
他的前任一直沿用「法蘭克人之王」(拉丁語：rex  Francorum，Francorum為「Francus（法蘭克人)」的複數屬格)这一头衔，但從1190年起，菲利普成為第一位自封為“法蘭克王國之王”的法國君主（拉丁語：rex Franciae，Franciae為「Francia（法蘭克地／法蘭克王國)」的單數屬格），但正式官方頭銜仍叫「法蘭克人之王」，直到法國大革命為止。1789年法國政體改為君主立憲制，正式捨棄rex  Francorum稱號。

## 在巴黎的建设
在腓力二世统治时期，巴黎市区周围建起坚固的城墙。约在1200年，腓力二世在巴黎中心城岛西端建立一座方形城堡；这座城堡后来成为卢浮宫的前身。同年，腓力二世正式批准巴黎大学的成立。于是从那时开始，许多学校被建立起来，包括现代巴黎大学的前身索邦大学（1257年，时为路易九世统治时期）。在腓力二世时期，巴黎人口翻了一倍，达到五万人，并逐渐变成中世纪欧洲最大的城市之一。

## 家庭
历次婚姻的对象及所生子女：
1. 埃诺的伊莎贝拉，阿圖瓦伯爵（英语：Count of Artois）（女），埃諾伯爵博杜安五世（英语：Baldwin V, Count of Hainaut）之女，1180年结婚
  - 路易八世，法蘭西國王
  - 羅貝爾
  - 腓力
2. 丹麦的英格堡，丹麦国王瓦尔德马一世之女，1193年结婚
  - 无子女
3. 梅拉涅的阿格尼絲，梅拉涅公爵貝爾托爾四世（英语：Berthold, Duke of Merania）之女，1196年结婚
  - 瑪麗（英语：Marie of France, Duchess of Brabant），嫁給布拉班特公爵亨利一世，布拉班特公爵夫人
  - 菲利普·于勒佩爾（英语：Philip I, Count of Boulogne），阿布洛涅伯爵（英语：Count of Boulogne）
4. 阿拉斯的“一位贵妇”
  - 皮埃爾·夏洛特（法语：Pierre Charlot），图尔主教

## 更多图片

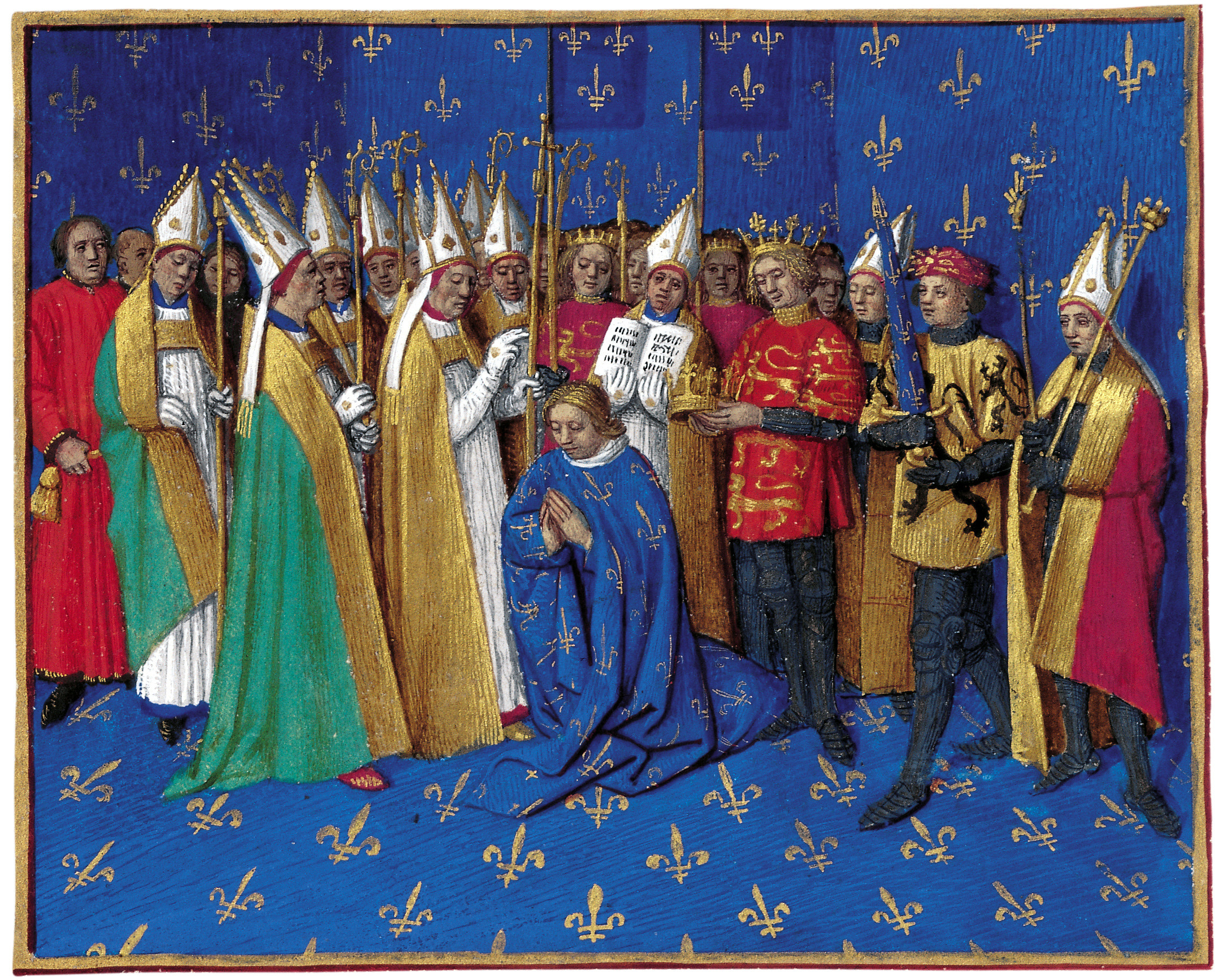
腓力二世的加冕式
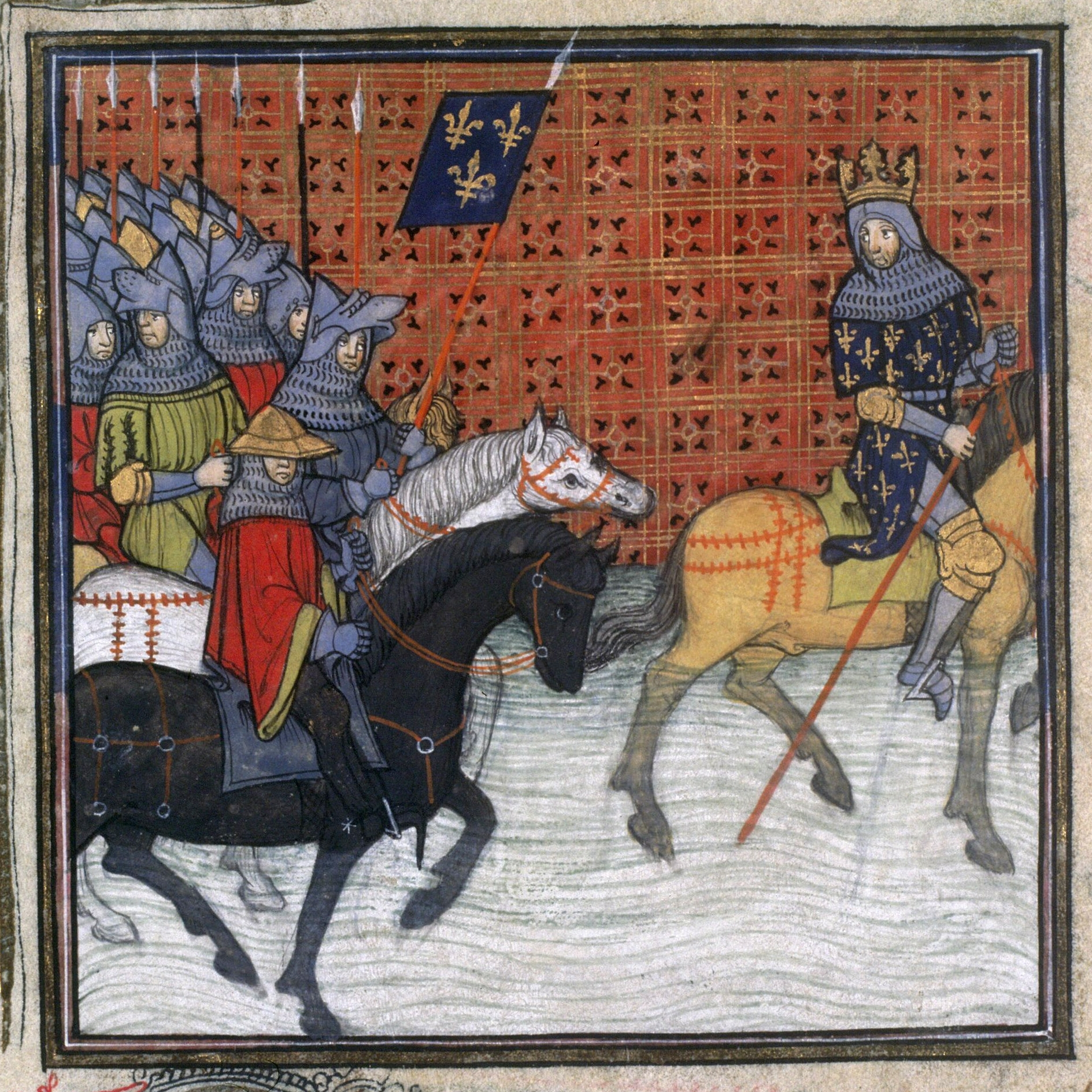
腓力二世进入卢瓦雷
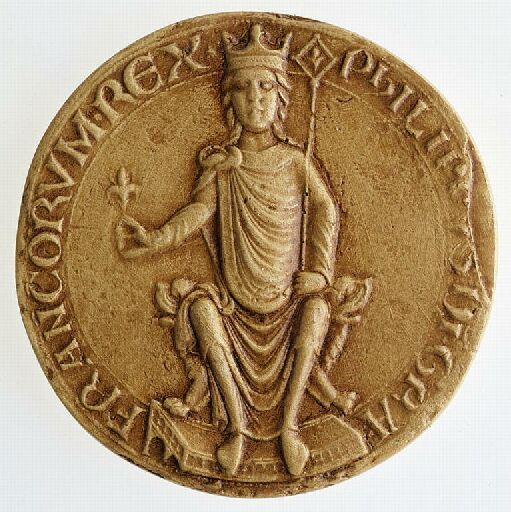
腓力二世的御玺

## 註腳
1. ↑  Flori & Tucker 2019，第999頁.
2. ↑  Cuttino 1985，第53頁.